# Акциум
Акциум, А́кций, А́ктий, А́ктион (лат. Actium, др.-греч. Άκτιον), также Пу́нта (греч. Πούντα, итал. La Punta «мыс») — мыс в Ионическом море, на западном побережье Греции. Расположен в периферийной единице Этолия и Акарнания в периферии Западная Греция, напротив города Превеза, всего в 725 метрах от него. Вместе с южной оконечностью Эпира образует узкий пролив Превеза — вход в залив Амвракикос.

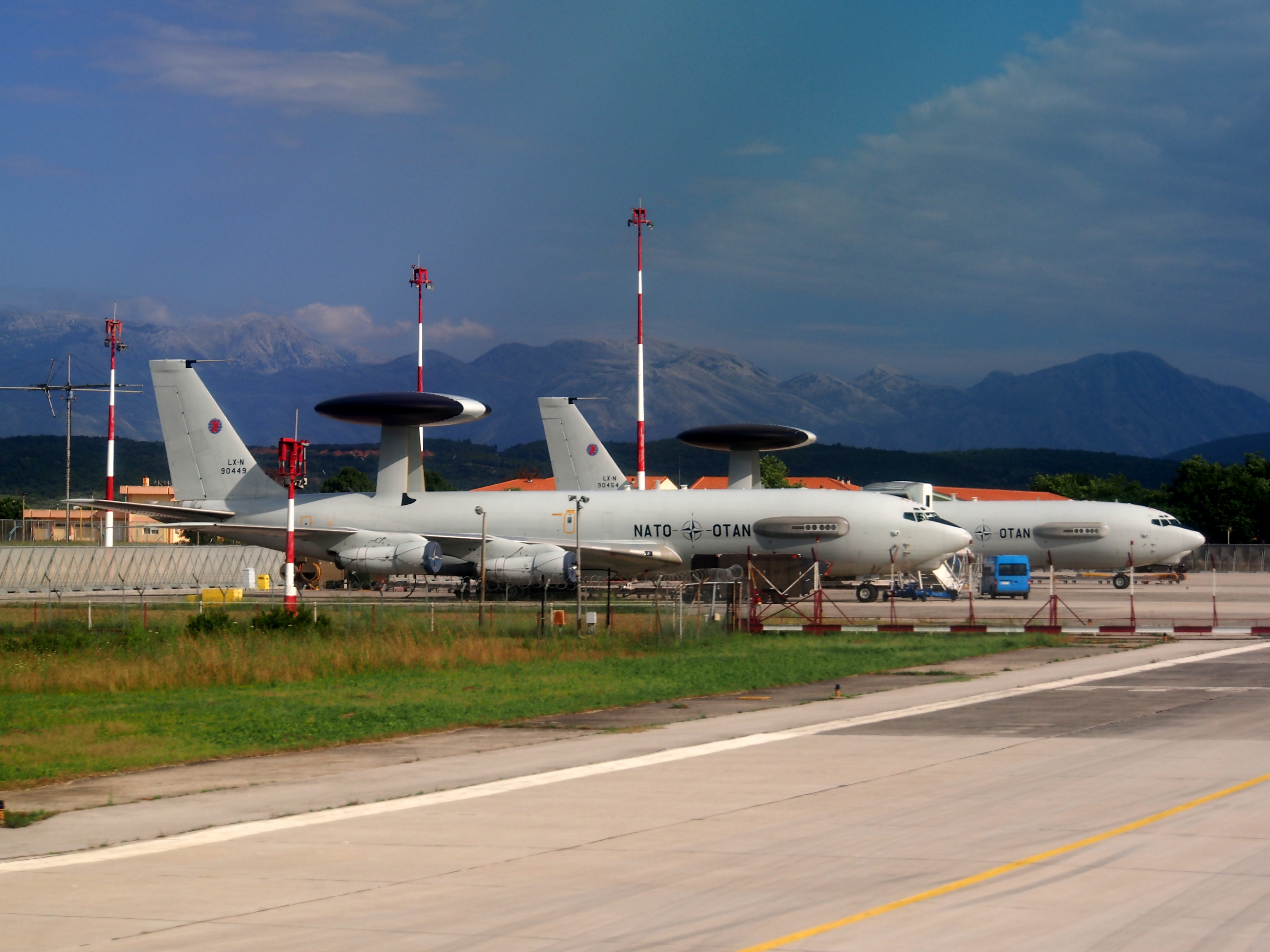
Самолёты NATO AWACS E-3A на базе передового развёртывания «Актион»

До строительства подводного туннеля в Актионе был оживлённый порт, который обслуживал паромное сообщение с Эпиром.
У мыса Актион находится одноимённый аэропорт (ИАТА: PVK, ИКАО: LGPZ), который расположен на одноимённой базе передового развёртывания (англ. Forward Operating Base (FOB) Aktion), которая обслуживает самолёты NATO AWACS E-3A.

## История

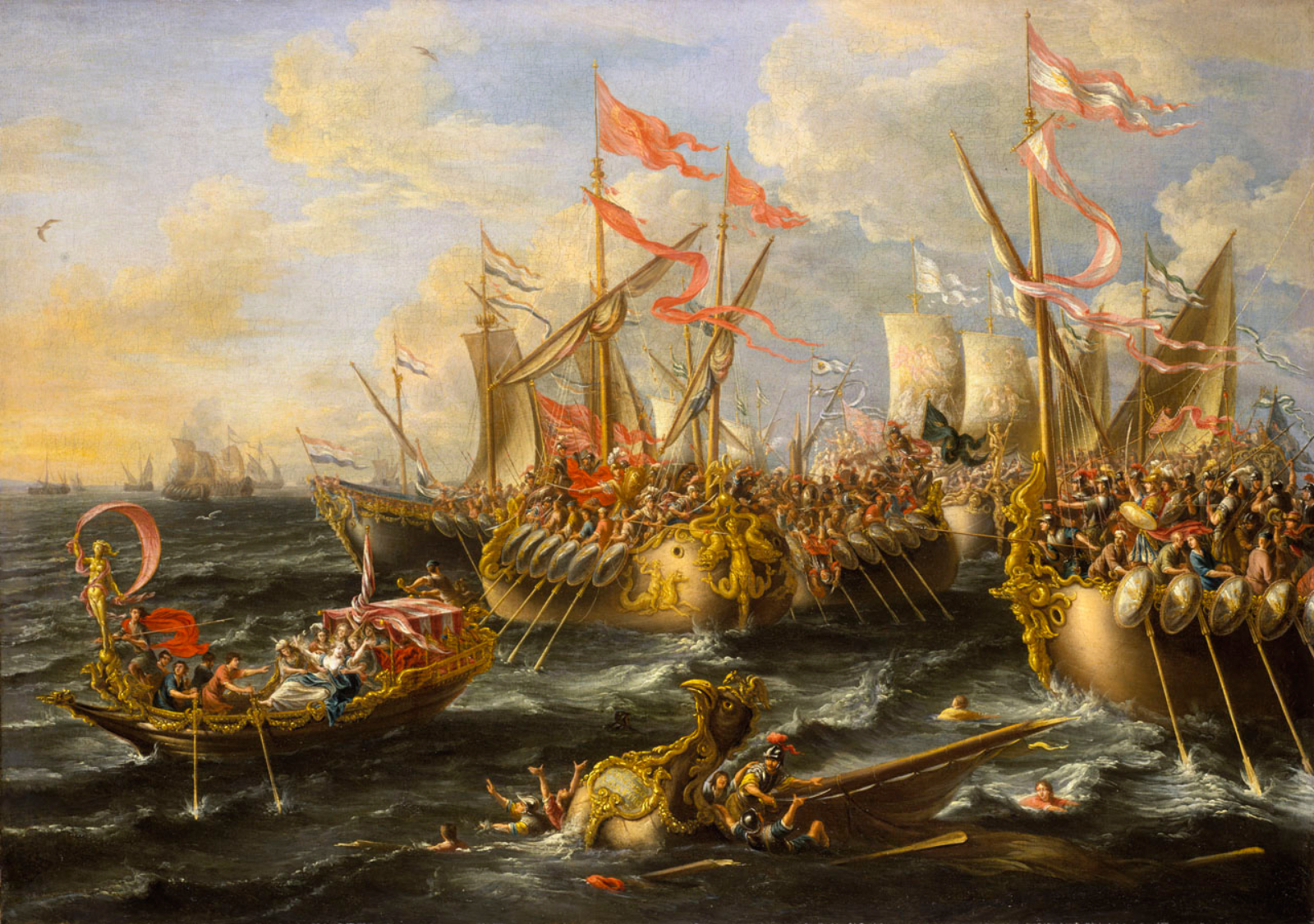
Сражение при Акциуме. Лоренцо Кастро, 1672. Национальный морской музей в Лондоне

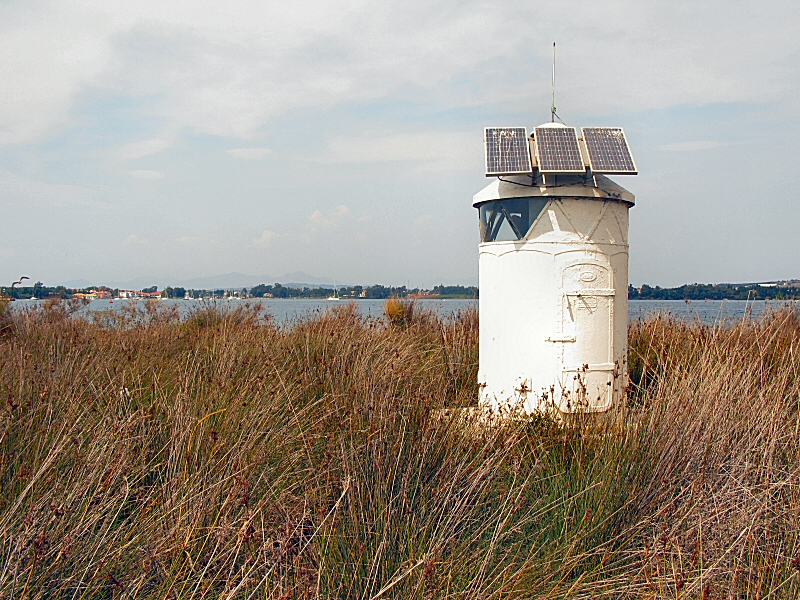
Маяк на мысе Акциум

На Акции находилась колония Анакторий. У мыса Акция в 435 году до н. э. флот Коринфа (75 кораблей) был разгромлен флотом Керкиры (80 кораблей) в морском сражении при Левкимне.
С V века до н. э. существовал знаменитый храм Аполлона Актийского. Раз в два года жителями городов Акарнании проводились Акцийские игры — конные и атлетические соревнования, посвящённые Аполлону, наградой в играх служил лавровый венок.
Мыс Акциум знаменит состоявшейся 2 сентября 31 года до н. э. при нём сражением между бывшими участниками второго триумвирата Марком Антонием и Октавианом. Сражение, в котором союзницей Марка Антония участвовала Клеопатра, стало следствием гражданской войны после смерти Цезаря в 44 году до н. э. Флот Марка Антония состоял из 500 кораблей — в том числе много тетрер и пентер с камнемётами, катапультами в деревянных башнях, абордажными воронами, тихоходными и неповоротливыми. У Октавиана было 250 легких маневренных либурн, основным оружием которых был таран. Флот Марка Антония был больше, но на кораблях не хватало гребцов. Экипажи флота Октавиана под руководством наварха Агриппы были опытными и обученными. Октавиан собрал армию в 80 000 человек пехоты и 12 000 кавалерии на месте Превезы. У Марка Антония была армия в 100 000 человек пехоты и 12 000 кавалерии у Акциума. В день сражения Марк Антоний выбрал лучшие корабли — от трирем до пентер, собрал туда гребцов и посадил на них 20 000 тяжёлой пехоты и 2000 лучников. В морской битве при Акциуме погибло не более пяти тысяч человек, но в плен было взято триста кораблей Марка Антония. Победой Октавиана в этом сражении заканчивается период гражданских войн в Риме, связанных с кризисом Римской республики. В 27 году до н. э. Октавиан стал первым императором Римской империи.
Октавиан в память о победе воздвиг на холме храм Аполлона Актийского и посвятил ему трофей с носами десяти кораблей, от монер до пентер, а рядом поставил бронзовое изображение осла с погонщиком. На священном участке Аполлона Актийского проводились каждые пять лет Акцийские игры, до III века столь же известные и популярные как Олимпийские, Пифийские, Истмийские и Немейские. Жителей эпирских городов Октавиан переселил в город, основанный в 30 году до н. э. в честь победы напротив Акциума, к северу от Превезы, который назвал Никополь («город победы»).
В конце XVIII века в османский период для контроля над входов в залив Амвракикос начато строительство небольшой крепости Актиона (греч. Φρούριο Ακτίου Βόνιτσας), завершенное Али-пашой Тепеленским в 1807—1810 гг. Треугольный двор окружен высокой стеной с тремя большими бастионами по углам. Одна сторона треугольника обращена к морю. Две стороны имеют длину 45 метров. Стороной длиной 35 метров крепость обращена к морю. Крепость сыграла важную роль в ходе Греческой революции. Несмотря на усилия, грекам не удалось её занять и она оставалась в руках турок. Крепость хорошо сохранилась и объявлена в 1993 году археологическим памятником.

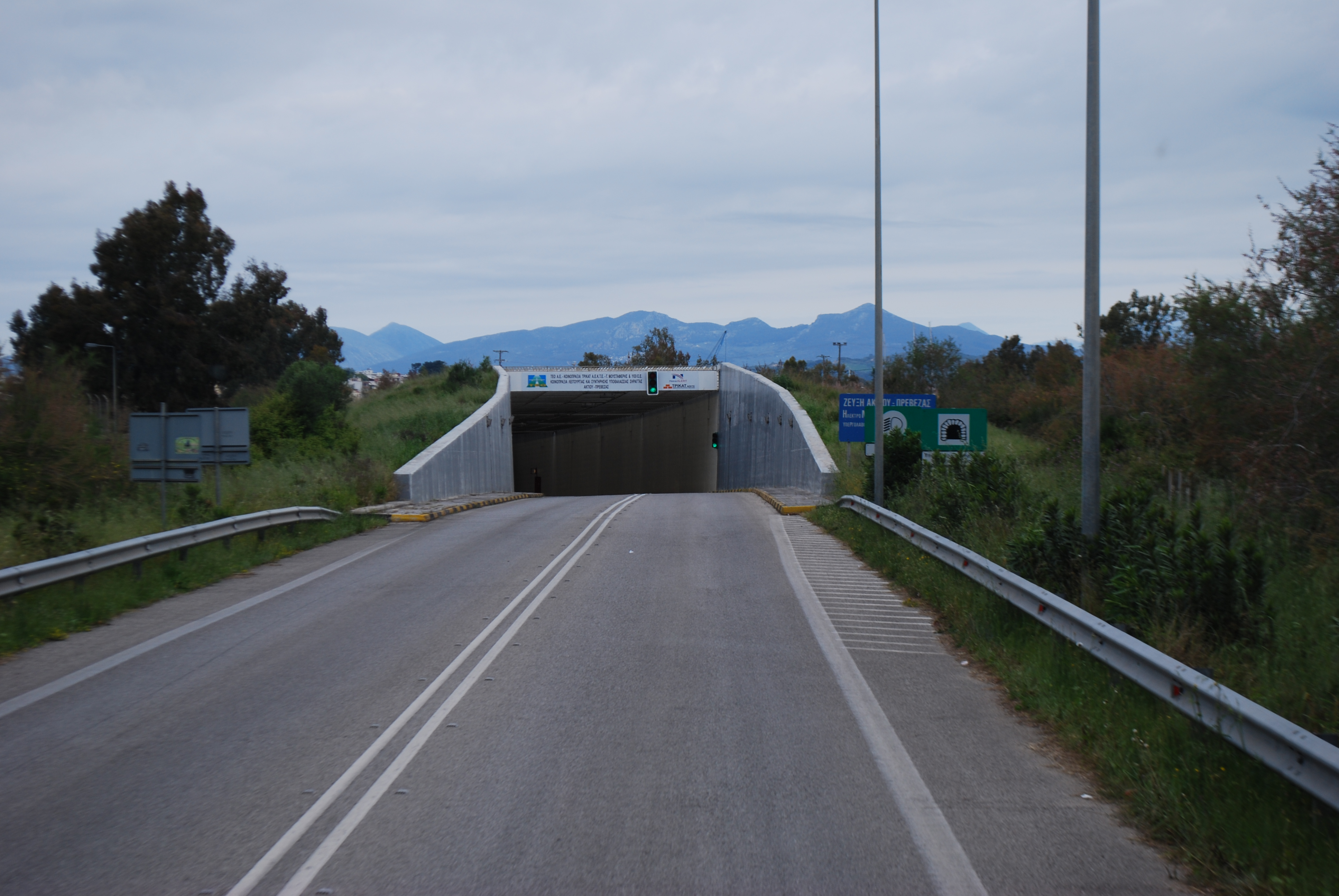
Вход в подводный тоннель Актион — Превеза

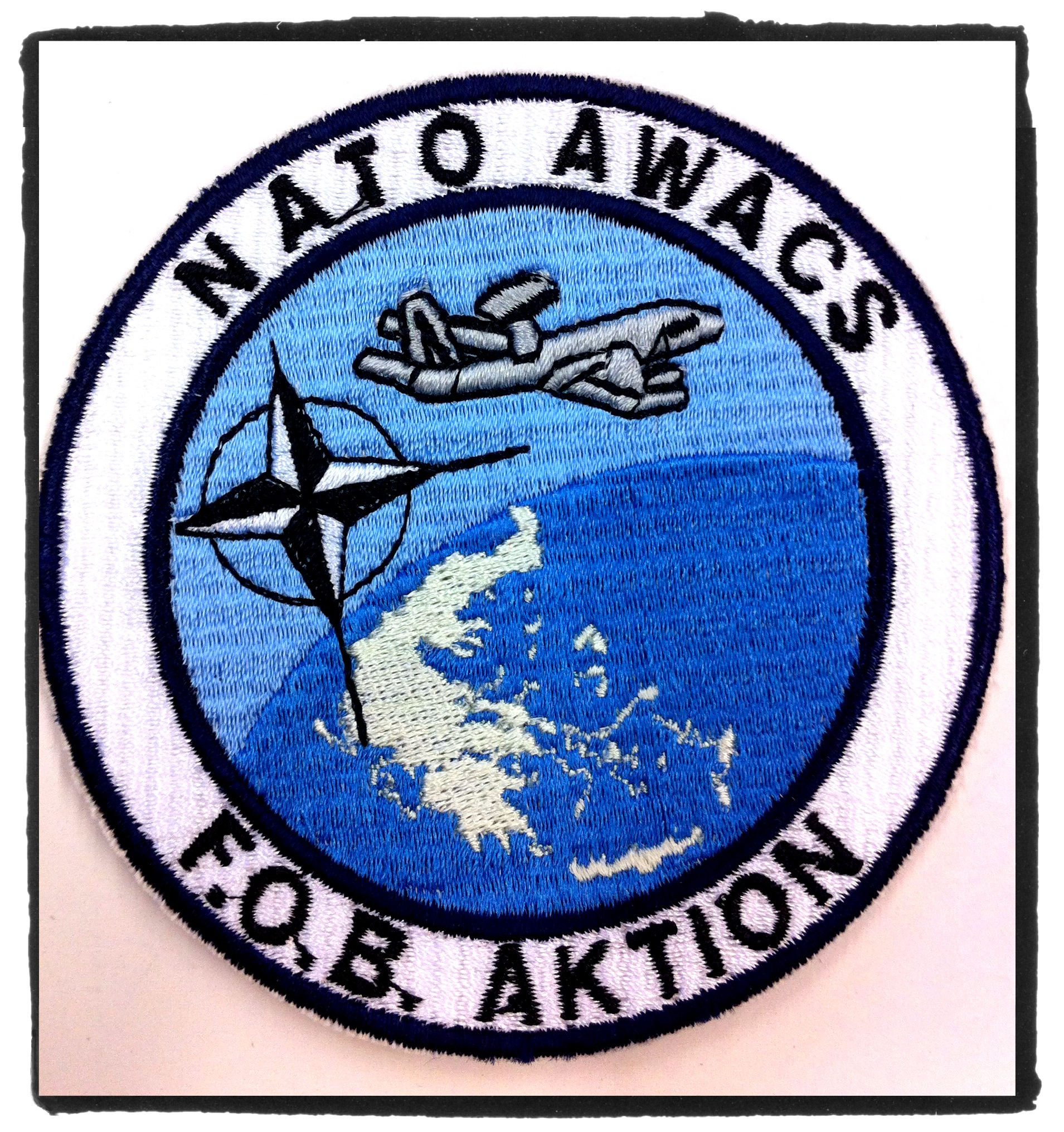
Эмблема базы передового развёртывания «Актион»

Актион служил много лет сообщению между Эпиром и Средней Грецией через паромы, соединяющие Актион с Превезой. Строительство подводного туннеля «Актион — Превеза», являющегося частью европейского маршрута E952, было завершено в июне 2002 года и считается одним из важнейших проектов развития в Греции: в сочетании с мостом Рион — Андирион он станет решающим фактором в развитии Западной Греции и особенно Эпира.
У мыса Актион находится государственный аэропорт «Актион», который расположен на одноимённой базе передового развёртывания. База построена в 1958 году. В 1960-е годы создан первый авиационный отряд. В 1974 году создана 131-я боевая группа из 344-й эскадрильи истребителей-бомбардировщиков на F-84F. Строительство главной взлётно-посадочной полосы базы начато в начале 1983 года. С марта 1986 года база обслуживает самолёты NATO AWACS E-3A, а также вертолёты и пожарные самолёты. База принимала участие в операциях «Обдуманная сила», «Союзная сила», «Силы для Косово», «Активные усилия» и обеспечении безопасности Летних Олимпийских и Паралимпийских игр 2004 года в Афинах.